# Eddy Paape
Édouard (Eddy) Paape (Grivegnée, 3 juli 1920 – Brussel, 12 mei 2012) was een Belgisch stripauteur.

## Biografie

### Beginjaren
Eddy Paape was als kind al een fervent tekenaar, wat hem op zijn lagere school een eerste prijs opleverde. Later ging hij schildercursussen volgen in de Sint-Lukasacademie in Brussel. Hij leerde er aan het instituut medestudent André Franquin kennen.
Paape startte zijn werkcarrière als acteur voor een variétégroep van het snoepmerk Lutti. Hij speelde onder meer clown Nono. Hij trok met deze groep rond tot in 1941. Tijdens de Tweede Wereldoorlog ging hij aan de slag als animator bij tekenfilmstudio van de Compagnie belge d'actualités (CBA), waar ook Maurice De Bevere (Morris) en later Pierre Culliford (Peyo) werkten. Samen met Jacques Eggermont werkte Paape er onder het pseudoniem Jackeddy. Later nam Paape er zijn naam "Eddy" aan. Paape zorgde ervoor dat ook Franquin bij de studio kon komen werken. Behalve werken bij CBA, schilderde Paape ook.
In 1943 brak een brand uit in de tekenfilmstudio. Paape belandde in het ziekenhuis en ontmoette er Laurette Beer, die twee jaar later zijn vrouw zou worden.

### Dupuis
In 1946 ging CBA failliet. Morris nam contact op met Jijé en kon aan de slag als cartoonist bij Dupuis. Franquin en Will volgden. Franquin en Morris raadden Paape aan om ook bij Dupuis aan te kloppen. Met succes. Hier werkte hij met Jijé aan twee stripalbums over Jezus, Emmanuel genaamd. Hij inktte voor Jijé ook het coververhaal van Jan Kordaat Speurder II. Toen Jijé naar Amerika vertrok, nam Paape een serie van Jijé over, namelijk Jan Kordaat. Jijé nam de reeks uiteindelijk weer over toen hij terugkeerde naar België. Paape werkte ook als illustrator en hielp in 1948 Victor Hubinon met Tarawa, het bloedige atol. Hij zou Hubinon later ook nog helpen bij diens strip Roodbaard. In 1952 ging hij ook aan de slag voor World Press, een agentschap dat strips en illustraties leverde aan diverse tijdschriften. Het agentschap deelde het gebouw met Dupuis, dat ook geregeld beroep deed op het agentschap voor Robbedoes/Spirou.
Paape bedacht Oom Wim, een personage dat in Robbedoes geschiedkundige feiten vertelde. Paape tekende zo'n 150 verhaaltjes. Het uiterlijk van oom Wim werd geïnspireerd op Paul Dupuis, de broer van uitgever Charles Dupuis. Het personage werd ook door de andere tekenaars van deze rubriek overgenomen.
Het eerste verhaal van Oom Wim werd geschreven door Jean-Michel Charlier, met wie Paape ook enkele verhalen voor Jan Kordaat maakte. Voor Sprint, een ander stripblad van Dupuis, maakten ze de reeks André Lefort, na Jijés terugkeer toen Paapes enige strip. In 1958 startten ze een andere reeks: Flip Flink. De verhalen van Flip Flink verschenen als vervolgverhaal in het weekblad Robbedoes en de Franse equivalent Spirou.
In 1959 werd Pilote opgericht. Paape werkte er onder de pseudoniemen Milpatt, Jo Legay en Péli aan strips en spelletjespagina's. Intussen bleef hij aan Flip Flink werken voor Dupuis, maar Paape was ontevreden op de manier waarop de uitgever de reeks aanpakte. Dupuis maakte geen promotie voor de albums van Flip Flink en Paape overwoog zelfs uit het vak te stappen om een restaurant te openen met zijn jongste zoon.

### Kuifje
Nog tijdens zijn periode bij Dupuis begon Paape ook te werken voor Kuifje. Met scenarist Yves Duval maakte hij er kortverhalen over geschiedenis, in de stijl van Oom Wim. In 1966 werd Michel Regnier (Greg) hoofdredacteur van het blad. Hij hervormde het blad en vroeg Paape om met sciencefiction te beginnen, een genre dat toen als pulp bekendstond. Zo zag Luc Orient het levenslicht. De reeks startte op 17 januari 1967. Er zouden achttien verhalen verschijnen, het negentiende werd nooit afgewerkt.
Eveneens in 1967 stopte Charlier met Flip Flink. Uitgeverij Dupuis had al eerder te kennen gegeven niet tevreden te zijn met de albumverkoop. Na 1963 werden de verhalen van Flip Flink al niet meer in albumvorm uitgebracht en verschenen uitsluitend nog in Robbedoes. Het laatste album De 7 steden van Cibola verscheen in 1963. De daaropvolgende verhalen werden pas in 1981 in albumvorm uitgebracht. 
Het instituut Saint-Luc begon in 1969 een afdeling striptekenen. André Franquin en Hergé werden gevraagd om er les te geven, maar uit tijdsgebrek stelden ze voor om Paape als lesgever aan te stellen. Daar gaf hij les van 1969 tot 1976. Franquin stuurde voordien ook al tekenaars naar Paape voor tips.
Samen met Greg werkte Paape in 1970 ook nog aan Tommy Banco en in 1971 aan Yorik. In 1978 werkte Paape samen met scenarist en toenmalig hoofdredacteur André-Paul Duchâteau aan Udolfo.

### Na Kuifje
Na het opdoeken van Kuifje volgden nog stripprojecten - waaronder Les Jardins de la Peur (1988), Carol, detective (1991), Johnny Congo (1992) en Les Misérables (1995) - maar geen van de verhalen werd een groot succes. Paape en scenarioschrijver Patrick Cothias probeerden in de jaren negentig de reeks Flip Flink nieuw leven in te blazen, maar Paape stopte de comeback al na drie platen te hebben getekend.
Ondanks zijn werk en invloed op de Belgisch-Franse strip werd Paape niet rijk. Om de eindjes aan elkaar te kunnen knopen, dook hij nog vaak op bij stripfestivals. Paape overleed op 12 mei 2012 op 91-jarige leeftijd. Hij had drie kinderen.

### Jan Kordaat
Jan Kordaat (Frans: Jean Valhardi), naar scenario's van Jean-Michel Charlier
3. 1953 - Het geheim van de donkerburcht (Le château maudit)
4. 1954 - De super gamma-straal (Le rayon super-gamma)
5. 1956 - De bevrijding van prof. Stagmus (La machine à conquérir le monde)

### Flip Flink
Flip Flink (Marc Dacier), naar scenario's van Jean-Michel Charlier
1. 1958-1959 - Als reporter de wereld rond (Aventures autour du monde)
2. 1959 - Koers naar het Oosten (À la poursuite du soleil)
3. 1959-1960 - In de Nieuwe Wereld (Au-delà du Pacifique)
4. 1960 - De geheimen van de Koraalzee (Les secrets de la mer de corail)
5. 1960-1961 - De dood loert onder water (Le peril guette sous la mer)
6. 1961-1962 - De 7 steden van Cibola (Les sept cites de Cibola)
7. 1962-1963 - De zwarte hand (La main noire)
8. 1963 - Het monster van de Andes (L'abominable homme des Andes)
9. 1963-1964 - Het rijk van de Zon (L'empire du soleil)
10. 1964 - De vliegende slavenhandelaars (Les négriers du ciel)
11. 1964-1965 - Mensenjacht (Chasse à l'homme)
12. 1965-1966 - Het goud van de Oostenwind (L'Or du « Vent d'est »)
13. 1967 - De spooktrein (Le train fantôme)

### Luc Orient
Luc Orient, naar scenario's van Greg
1. 1969 - Het dal van de drie zonnen (Les dragons de feu)
2. 1970 - De bevroren zombies (Les soleils de glace)
3. 1971 - De meester van Terango (Le maître de Terango)
4. 1972 - De planeet van de angst (La planète de l'angoisse)
5. 1973 - Het woud van staal (La forêt d'acier)
6. 1974 - Het geheim van de zeven stralen (Le secret des 7 lumières)
7. 1974 - De krater van tovenarijen (Le cratère aux sortilèges)
8. 1975 - Het legioen der verdoemde engelen (La légion des anges maudits)
9. 1975 - 24 uur voor de planeet aarde (24 heures pour la planète terre)
10. 1976 - Het 6e continent (Le 6e continent)
11. 1976 - De vallei van de verstoorde wateren (La vallée des eaux troubles)
12. 1977 - De kristalpoort (La porte de cristal)
13. 1978 - Het aanbeeld van de bliksem (L'enclume de la foudre)
14. 1981 - De planeet der razernij (Le rivage de la fureur)
15. 1984 - Roebak, laatste hoop (Roubak - Ultime espoir)
16. 1985 - Caragal (Caragal)
17. 1990 - De sporen van doctor X (Les spores de nulle part)
18. 1994 - Afspraak om 20 uur in de hel... (Rendez-vous à 20h en enfer…)

### Tommy Banco
Tommy Banco, naar scenario's van Greg en Jean Roze
1. 1973 - 10 jaar brommen? (Dix ans d'ombre)
2. 1974 - Territorium 'Zero' (Territoire « Zéro »)
3. 1979 - Schot in het duister (Tir sans sommation)

### Yorik
Yorik, naar scenario's van André-Paul Duchâteau
1. 1975 - Kapitein der Zeeën (Yorik des tempêtes)
2. 1980 - Mes Naufrageurs

### Les jardins de la peur
Les jardins de la peur, naar scenario's van Jean Dufaux
1. 1988 - De tombe van de Hardwoods (Le caveau hardwood)
2. 1989 - De terugkeer van Lady Mongo (Le retour de Lady Mongo)
3. 1991 - Les cauchemars de Nils Fallon

### Carol, detective
Carol, detective (Carol détective), naar scenario's van André-Paul Duchâteau
1. 1991 - Misdaden in de toekomst (Les Hallucinés)
2. 2001 - Missie naar Atlantis (Mission Atlantide)

- Bibliothèque nationale de France: cb11918341d (data)
- Gemeinsame Normdatei: 1132140889
- International Standard Name Identifier: 0000 0001 2024 2689
- Library of Congress Control Number: n89622849
- Nederlandse Thesaurus van Auteursnamen: 069112355
- RKD-Nederlands Instituut voor Kunstgeschiedenis: 93901
- Istituto Centrale per il Catalogo Unico: RAVV245825
- Système universitaire de documentation: 027055019
- Virtual International Authority File: 39382177
- WorldCat: E39PBJvcXxQct3kcGgfqRcwKVC